# Pépoaza cendré
Xolmis cinereus
Genre
Espèce
Statut de conservation UICN

 LC  : Préoccupation mineure
Le Pépoaza cendré (Nengetus cinereus) est une espèce de passereaux de la famille des Tyrannidae.

## Systématique et distribution
Cet oiseau est représenté par deux sous-espèces selon la classification de référence du Congrès ornithologique international (version 14.1, 2024) :
- Nengetus cinereus cinereus (Vieillot, 1816) : Suriname, est du Brésil et Amazonie brésilienne, Uruguay et nord-est de l'Argentine ;
- N. c. pepoaza (Vieillot, 1823) : du sud-est du Pérou (Madre de Dios) à l'est du Bolivie, au Paraguay et au nord de l'Argentine.